# Wolany (Basse-Silésie)
Pour les articles homonymes, voir Wolany.
Wolany est une localité polonaise de la gmina de Szczytna, située dans le powiat de Kłodzko en voïvodie de Basse-Silésie.